# 비디오 게임 음악
비디오 게임 음악(영어: Video game music)은 비디오 게임에 수반되는 사운드트랙이다. 초기 비디오 게임 음악은 프로그래머블 사운드 제너레이터(PSG) 또는 FM 음원 칩과 같은 초기 사운드 칩의 사운드에 한정되었다. 이러한 한계로 인해 칩튠이라는 음악 스타일이 탄생했으며, 이는 초기 비디오 게임의 사운드가 되었다.
기술 발전과 함께 비디오 게임 음악은 더 넓은 범위의 사운드를 포함하도록 성장하였다. 플레이어는 게임의 타이틀 화면, 메뉴 및 게임 플레이 중에 비디오 게임에서 음악을 들을 수 있다. 게임 사운드트랙은 또한 플레이어의 행동이나 상황에 따라 달라질 수 있는데, 예를 들어 리듬 게임에서 놓친 행동을 나타내거나, 플레이어에게 위험한 상황에 있음을 알리거나, 특정 업적에 대한 보상을 주는 식이다.
비디오 게임 음악은 오리지널 또는 라이선스 두 가지 종류가 있다.
비디오 게임 음악의 인기는 교육 및 취업 기회를 창출하고, 수상을 받았으며, 비디오 게임 사운드트랙이 상업적으로 판매되고 콘서트에서 공연되는 결과를 낳기도 하였다.

## 역사

### 초기 비디오 게임 기술과 컴퓨터 칩 음악
1970년대 후반 비디오 게임이 대중적인 엔터테인먼트 형태로 부상했을 때, 음악은 카세트 테이프나 축음기 음반과 같은 아날로그 파형으로 물리적 매체에 저장되었다. 이러한 구성 요소들은 고가이며 과도한 사용 시 고장이 발생하기 쉬워 아케이드 캐비넷에 사용하기에는 이상적이지 않았지만, Journey와 같은 드문 경우에 사용되기도 했다. 비디오 게임에 음악을 포함하는 더 저렴한 방법은 디지털 수단을 사용하는 것이었는데, 특정 컴퓨터 칩이 컴퓨터 코드의 전기적 충동을 온 더 플라이로 아날로그 음파로 변경하여 스피커에 출력하는 방식이었다. 게임의 음향 효과도 이 방식으로 생성되었다. 이러한 비디오 게임 음악 접근 방식의 초기 예로는 니시카도 토모히로의 건 파이트에 사용된 오프닝 칩튠이 있었다.
이것은 초기 아케이드 게임에 음악을 포함할 수 있게 했지만, 보통은 단선율이었고, 루프되거나 스테이지 사이나 새로운 게임 시작 시에 드물게 사용되었다. 예를 들어 남코의 팩맨(1980)은 카이 토시오가 작곡했으며, 폴 포지션(1982)은 오노기 노부유키가 작곡했다. 연속적인 배경 사운드트랙을 사용한 최초의 게임은 1978년 타이토에서 출시한 니시카도 토모히로의 스페이스 인베이더였다. 이 게임은 네 개의 하강하는 반음계 베이스 음이 반복되는 루프를 가지고 있었지만, 동적이었고 플레이어와 상호 작용하여 적들이 플레이어에게 다가올수록 속도가 빨라졌다. 연속적인 멜로디 배경 음악을 특징으로 한 최초의 비디오 게임은 1980년 남코에서 출시한 랠리 X로, 게임플레이 내내 단순한 멜로디가 연속적으로 반복되었다. 비디오 게임에 음악을 포함하기로 결정한 것은 언젠가는 컴퓨터 코드로 변환되어야 한다는 것을 의미했다. 일부 음악은 오리지널이었고, 일부는 공공 도메인 음악이었다. 음향 기능은 제한적이었다. 예를 들어, 인기 있는 아타리 2600 가정용 시스템은 한 번에 두 가지 톤만 생성할 수 있었다.
실리콘 기술이 발전하고 비용이 절감되면서, 명백히 새로운 세대의 아케이드 머신과 가정용 콘솔은 음악의 큰 변화를 가능하게 했다. 아케이드에서는 모토로라 68000 CPU와 다양한 야마하 YM 프로그래머블 사운드 제너레이터 사운드 칩을 기반으로 한 머신들이 여러 개의 더 많은 톤 또는 채널의 사운드를 허용했는데, 때로는 8개 이상이었다. 이 중 가장 초기의 예는 1980년 세가의 아케이드 게임 카니발로, AY-3-8910 칩을 사용하여 클래식 1889년 작곡인 오버 더 웨이브스를 전자적으로 구현했다.
코나미의 1981년 아케이드 게임 프로거는 비디오 게임 음악에 역동적인 접근 방식을 도입하여, 레벨 시작 및 게임 오버 테마 외에도 최소 11개의 다른 게임 플레이 트랙을 사용했으며, 이는 플레이어의 행동에 따라 변경되었다. 이는 남코의 1982년 아케이드 게임 디그 더그에 의해 더욱 개선되었는데, 플레이어가 움직임을 멈추면 음악도 멈췄다. 디그 더그는 케이노 유리코가 작곡했으며, 케이노 유리코는 제비우스와 Phozon과 같은 다른 남코 게임의 음악도 작곡했다. 세가의 1982년 아케이드 게임 슈퍼 로코모티브는 옐로 매직 오케스트라의 "라이딘"(1979)을 칩튠으로 재해석한 곡을 선보였는데, 이후 여러 PC 게임들도 이 곡을 커버했다. 예를 들어, Rabbit Software의 트루퍼 트럭(1983), 마틴 골웨이가 작곡한 데일리 톰슨의 십종경기(1984)와 스트라이커즈 런(1986)이 있다.
가정용 콘솔 시스템 또한 1982년 콜레코비전을 시작으로 음향 기능이 비약적으로 발전하여 4채널을 지원하였다. 그러나 더 주목할 만한 것은 1983년 패밀리컴퓨터의 일본 출시였으며, 이는 1985년 미국에서 닌텐도 엔터테인먼트 시스템으로 출시되었다. 이는 5채널을 지원했으며, 그 중 하나는 간단한 PCM 샘플 사운드를 지원했다. 1982년에 출시된 가정용 컴퓨터 코모도어 64는 초기 형태의 필터링 효과, 다양한 종류의 파형 및 궁극적으로 의도되지 않은 4비트 샘플을 가상 4번째 사운드 채널에서 재생하는 기능을 지원했다. 상대적으로 저렴한 가격으로 인해 다른 가정용 컴퓨터에 대한 인기 있는 대안이 되었으며, TV를 저렴한 디스플레이 모니터로 사용할 수 있는 기능도 있었다.
초기 게임은 간단한 톤 생성 및 FM 음원을 사용하여 멜로디를 위한 악기를 시뮬레이션했으며, "노이즈 채널"을 사용하여 타악기 노이즈를 시뮬레이션했다. PCM 샘플은 짧은 사운드 바이트(모노폴리), 타악기 사운드를 대신하여 사용되거나(슈퍼 마리오브라더스 3) 또는 베이스라인에 사용되었다(Gimmick!). 가정용 콘솔은 종종 사운드 효과와 음악 채널을 공유하였다.
1980년대 중반에서 후반에 출시된 플랫폼의 소프트웨어는 이전보다 더 많은 음악적 경험을 가진 사람들이 음악을 개발하였다. 작곡의 질이 눈에 띄게 향상되었고, 이 시기 음악의 인기에 대한 증거는 오늘날까지도 남아 있다. 이 소프트웨어로 명성을 얻은 작곡가로는 스기야마 고이치(드래곤 퀘스트), 우에마쓰 노부오(파이널 판타지), 롭 허바드(Monty on the Run, International Karate), 곤도 고지(슈퍼 마리오브라더스, 젤다의 전설), 미키 히가시노(그라디우스, 이얼 쿵후, 틴에이지 뮤턴트 닌자 터틀스), 카와구치 히로시(스페이스 해리어, 행온, 아웃런), 타나카 히로카즈(메트로이드, 키드 이카루스, 어스바운드), 마틴 골웨이(Daley Thompson's Decathlon, Stryker's Run, Times of Lore), 데이비드 와이즈(동키콩 컨트리), 고시로 유조(드래곤 슬레이어, 이스, 시노비, 액트레이저, 베어 너클), 이시카와 미에코(드래곤 슬레이어, 이스), 그리고 우메모토 류 (비주얼 노벨, 진행형 슈팅 게임) 등이 있다. 1980년대 후반에는 비디오 게임 음악이 일본에서 카세트 테이프 사운드트랙으로 판매되었고, 이는 시에라, 시네마웨어 및 인터플레이와 같은 미국 회사들이 1988년경부터 비디오 게임 음악에 더 진지한 관심을 기울이도록 영감을 주었다. 골든 조이스틱 어워즈는 1986년에 올해의 베스트 사운드트랙 부문을 도입했으며, Sanxion이 수상하였다.
카트리지 시스템용 일부 게임에는 아타리 2600용 Pitfall II와 여러 후기 패미컴 타이틀을 포함하여 추가 오디오 하드웨어가 내장되어 판매되었다. 이 칩들은 기존의 사운드 기능을 확장한다.

## 라이선스
비디오 게임에 라이선스 음악을 사용하는 것은 게임을 배포하는 데 사용되는 매체가 게임의 다른 자산과 함께 노래를 수용할 만큼 충분히 커지면서 더욱 인기를 얻었다. 또한, 2000년대 비디오 게임 시장의 큰 성장과 함께, 노래 라이선싱은 음악 저작권 소유자들이 해당 수익의 일부를 얻을 수 있는 수익성 있는 경로가 되었다. 그랜드 테프트 오토 시리즈와 같은 게임은 라이선스 음악의 쇼케이스가 되었다. 음악 라이선스는 일반적으로 다양한 저작권법으로 인해 복잡하며, 보통 최소한 두 가지 별도의 저작권(기본 구성과 음반)을 고려해야 한다. 라이선스 음악을 사용하는 대부분의 대형 비디오 게임 개발사 및 퍼블리셔는 일반적으로 다양한 음반 레이블 및 기타 창작자와의 비디오 게임 사용을 위해 노래를 명확하게 허가하는 데 능숙한 직원을 보유하고 있다.
라이선스 음악이 포함된 게임은 음악에 대한 영구적인 권한이 확보되지 않으면 출시 후에도 문제가 발생할 수 있다. 디지털 배급이 시작되기 전의 초기 게임들은 소매점에서 출시된 후 게임을 업데이트하여 축소된 권한을 처리할 실질적인 방법이 없었기 때문에 음악에 대한 영구적인 권한을 가졌다. 그러나 스팀, 엑스박스 라이브, 플레이스테이션 네트워크와 같은 디지털 배급 플랫폼은 게임을 자동으로 최신 상태로 유지한다. 디지털 배급을 통해 판매되는 게임의 음악 라이선스는 제한된 기간을 포함할 수 있으며, 퍼블리셔가 음악 소유자와 권한을 재협상하거나, 그렇지 않으면 이러한 업데이트를 통해 게임에서 음악을 제거해야 한다. 특히 2010년에 처음 출시된 레미디 엔터테인먼트의 앨런 웨이크는 음악 권한 만료로 인해 2017년에 디지털 판매에서 철회되어야 했다. 그러나 마이크로소프트의 도움으로 레미디는 1년 후 이러한 권한을 다시 확보하고 게임을 다시 판매할 수 있었다. 옵시디언 엔터테인먼트의 Alpha Protocol 또한 음악 라이선스 권한 만료로 인해 2019년에 판매 중단되었으며, 퍼블리셔인 세가가 이를 갱신할 계획은 알려져 있지 않다.
디지털 밀레니엄 저작권법 때문에, 대부분의 인기 비디오 사이트는 저작권이 있는 음악을 사용하는 콘텐츠를 표시하거나 차단하는 자동 감지 기능을 사용한다. 플레이어가 비디오 스트리밍 시 이러한 문제를 피할 수 있도록( 실황 플레이 참조), 일부 게임은 음악을 비활성화하거나 저작권이 없거나 로열티가 없는 음악으로 대체하는 스트림 안전 옵션을 제공한다.

## 같이 보기
- 게임 음악 작곡가의 목록
- 음악 비디오 게임